# Nombre artístico

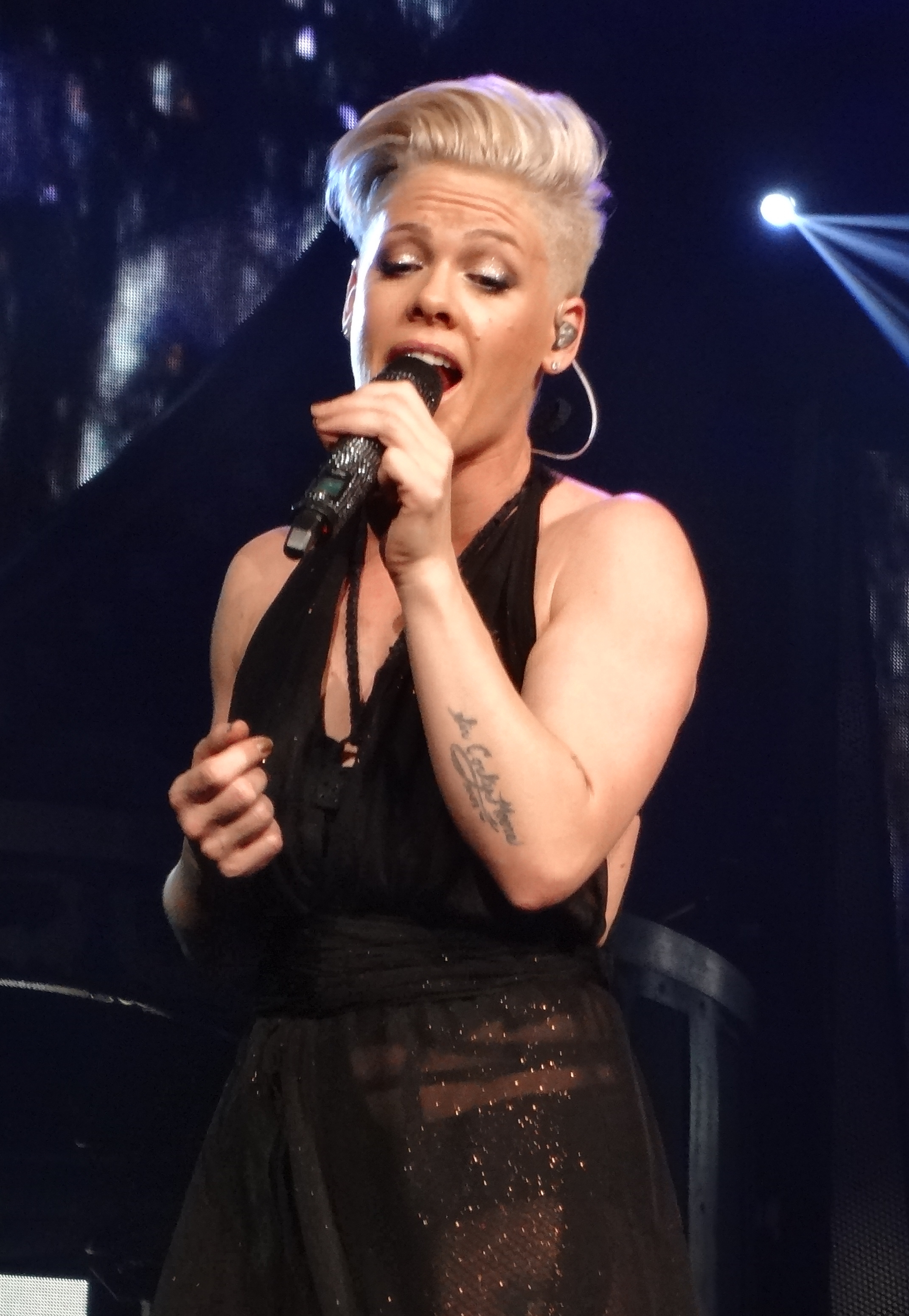
Alecia Beth Moore, conocida como P!nk, eligió su nombre artístico por el personaje interpretado por el actor Steve Buscemi (Mr. Pink) en la película Reservoir Dogs.

Un nombre artístico es un apodo o un seudónimo utilizado por artistas y personalidades, en especial por cantantes, actores y celebridades en general, con el fin de proteger la propia identidad, expresar un determinado concepto con el alias o reemplazar un nombre o un apellido de nacimiento poco adecuados. 
Los artistas intérpretes suelen tener un nombre artístico debido a que su nombre real es considerado poco atractivo, o difícil de pronunciar y escribir. También porque ha sido utilizado por otra persona. A veces, un artista adopta un nombre artístico que es inusual o descabellado para atraer la atención.
Puede ser completamente inventado, o una versión más corta o pegadiza del nombre real.

## Motivos para el cambio
Comúnmente los músicos se llaman a sí mismos con apodos más breves y llamativos que sus nombres de nacimiento. Hay ejemplos como Slash (Saul Hudson Dorreg), Sting (Gordon Matthew Thomas Sumner), Varg Vikernes (Kristian Larssøn Vikernes), Nivek Ogre, Inklei, Dimebag Darrell, Trey Azagthoth, Jerry Only, Vintersorg, Doyle Wolfgang von Frankenstein, Prince (Prince Rogers Nelson), Donna Summer (Donna Adrian Gaines), Lady Gaga (Stefani Joanne Angelina Germanotta), Noriel (Noel Santos Román) y, como se mencionó antes, P!nk (Alecia Beth Moore). Todos los miembros de la banda de punk Ramones tomaron el apellido Ramone, pese a venir de distintas familias.
Los artistas intérpretes suelen tener un nombre artístico debido a que su nombre real es considerado poco atractivo, o difícil de pronunciar y escribir. También porque ha sido utilizado por otra persona. A veces, un artista adopta un nombre artístico que es inusual o descabellado para atraer la atención. Otros artistas, como Lady Gaga, utilizan un seudónimo para atraer la atención.

### Motivos geográficos
Algunos artistas utilizan un nombre artístico relacionado con su lugar de procedencia o nacimiento, como es el caso de la actriz Carmen Sevilla (nacida María del Carmen García Galisteo), que nació en la ciudad de Sevilla. El torero Jesulín de Ubrique (Jesús Janeiro Bazán), nacido en la localidad de Ubrique (Cádiz).

### Motivos de privacidad
El principal motivo para el uso de seudónimos es la privacidad, y así evitar situaciones molestas como acoso por parte de fanáticos o periodistas, quienes fácilmente pueden encontrar información personal con el nombre real de la persona; por ejemplo, pueden encontrar el domicilio revisando la institución encargada de resguardar los registros de patrimonio u obteniendo el acta de nacimiento por medio del registro civil; también evitar el acoso de gobiernos, que persiguen a los artistas por no comulgar con su ideología; así como evitar el acoso de las instituciones dominantes, no necesariamente pertenecientes al Estado, por ejemplo, la Iglesia; o el capitalismo y sus organizaciones empresariales, quienes también acosan a los artistas críticos que no comulgan con la ideología capitalista.[cita requerida]

### Motivos familiares
Algunas personas que están relacionadas con una celebridad toman diferentes apellidos de manera que no se perciba que han recibido beneficios indebidos de su relación familiar, manteniendo distancia de la persona cuyo apellido cobró notoriedad. Ejemplos de estos son Nicolas Cage (nombre real Nicholas Coppola, sobrino de Francis Ford Coppola) y Mike McGear (hermano de Paul McCartney). Por el contrario, las personas que desean recibir beneficios de las conexiones de su familia pueden tomar el nombre o apellido. Por ejemplo, Emilio Estévez optó por el apellido real de su padre, Martin Sheen, y utiliza su nombre de nacimiento. Otro caso es el de Miguel Bosé (nacido Miguel González Bosé y modificado a Miguel Dominguín Bosé), que cambió legalmente su nombre adoptando el apellido artístico de su madre, Lucia Bosé (Lucia Borloni) y el de su padre, Luis Miguel Dominguín (Luis Miguel González).

### Motivos étnicos
En el pasado, un nombre artístico se utilizaba a menudo cuando un artista tenía un nombre que podía ser relacionado con una etnia que sufría discriminación. Uno de los más famosos ejemplos es el cantante de Queen, Freddie Mercury, quien nació como Farrokh Bulsara. Su cambio de nombre fue, en parte, para ocultar su herencia cultural parsi. Los italoestadounidenses también acostumbraban a cambiar sus apellidos y hasta sus nombres completos. La actriz Bernadette Peters, quien nació con el nombre de Bernadette Lazzara, cambió su nombre para no ser etiquetada como una típica chica italiana de Nueva York. Similarmente y un caso aún más famoso, fue el de Steven Tyler, de Aerosmith, que cambió su nombre original Stephen Victor Tallarico con la única intención de «promocionarse mejor en la escena del rock». Antes de triunfar como actor, Al Pacino manejó la posibilidad de hacerse llamar Sonny Scott, y explicó: «Considerábamos seriamente cambiar nuestros nombres porque en esa época era impensable tener una vocal al final de tu apellido y querer ser actor».
Históricamente, los judíos en Hollywood fueron animados a cambiar sus nombres para evitar una posible discriminación. Esto ocurre aún en algunos casos (Jon Stewart -Jonathan Stuart Leibowitz-, Brad Garrett -Bradley H. Gerstenfeld,- Winona Ryder -Winona Laura Horowitz-, Natalie Portman -Natalie Hershlag-, por ejemplo), pero la creciente aceptación de los artistas con diferentes etnias ha hecho menos frecuente este fenómeno. Ramón Estévez cambió su nombre por el de Martin Sheen, debido a que esperaba una mejor recepción para un nombre irlandés que un nombre hispano, su hijo Carlos Irwin Estévez ahora es llamado Charlie Sheen, mientras que Emilio Estévez no cambió su nombre. Otro caso fue el del legendario actor Anthony Quinn, cuyo nombre original era Antonio Rodolfo Quinn Oaxaca. También es el caso de la afamada actriz Rita Hayworth, nacida como Margarita Carmen Cansino.

### Motivos legales
Los gremios y asociaciones que representan a los actores, como el Screen Actors Guild en Estados Unidos, y el Equity en el Reino Unido, establecen que no puede haber dos miembros con un nombre profesional idéntico. Un actor cuyo nombre ya se ha adoptado, debe elegir un nuevo nombre. Entre los ejemplos notables incluyen Nathan Lane —cuyo nombre de nacimiento, Joseph Lane, ya estaba en uso—, Stewart Granger —cuyo nombre de nacimiento era James Stewart—, Katy Perry (cuyo nombre original es Katy Hudson, pero lo cambió para no ser confundida con la actriz Kate Hudson), la actriz Diane Keaton (nacida como Diane Hall) y Michael Keaton —cuyo nombre de nacimiento era Michael Douglas—.
Un artista puede cambiar su nombre si lo comparte con alguna personalidad. Albert Brooks, originalmente Albert Einstein, cambió su nombre para no ser confundido con el famoso físico. 
También el cambio puede deberse a cambios de estado civil. Así, por ejemplo, la cantante Lily Allen pasó a usar el nombre de Lily Rose Cooper tras casarse con el diseñador Sam Cooper.

### Motivos comerciales
También puede suceder que en ciertos eventos algunos artistas usen seudónimos por razones contractuales. Por ejemplo, Michael Jackson prestó su voz para el episodio de Los Simpson Stark Raving Dad, emitido en septiembre de 1991 en EE. UU., utilizando el nombre de John Jay Smith. Otro caso es el del cantante Prince, quien debido a problemas con su casa discográfica dejó de usar el nombre pasando a emplear en su lugar un símbolo indescifrable, lo que obligaba a llamarlo de varias maneras, como The Artist Formerly Known As Prince («el artista antes conocido como Prince»).

### Motivos de género
En algunas épocas, sobre todo en el siglo XIX, era usual que las mujeres escritoras utilizaran seudónimos masculinos para presentar sus obras, a fin de evitar el rechazo del público que no aceptaba la intromisión femenina en estas facetas. Así, puede citarse el caso de Aurora Dupin, novia de Fréderic Chopin, quien firmaba sus obras como George Sand (en algunas traducciones antiguas en español se usaba también el nombre Jorge Sand). Asimismo, las hermanas Brontë (Charlotte, Emily y Anne) publicaron sus primeras obras con los nombres de Currer, Ellis y Acton Bell, respectivamente. Karen Blixen publicó su obra Memorias de África (1937) originalmente con el nombre de Isak Dinesen. Casos más recientes son el de J. K. Rowling o K. A. Applegate, quienes usan las iniciales de sus nombres (femeninos) para evitar el rechazo de algunos lectores, sobre todo masculinos.